# Wiebe Bijker
Wiebe E. Bijker (Delft, 19 de març de 1951) és un professor universitari neerlandès, director del Departament de Ciències Socials i Tecnologia de la Universitat de Maastricht, als Països Baixos. És conegut com l'impulsor de la construcció social de la tecnologia.

## Biografia
Bijker estudià enginyeria física a la Universitat de Tecnologia de Delft i Filosofia de la Ciència a les universitats d'Amsterdam i de Groningen. Posteriorment es doctorà en 1990 en Història i Sociologia de la Ciència a la Universitat de Twente. En paral·lel als seus estudis, ensenyà física a escoles secundàries i redactà llibres escolars combinant la física, la química i la biologia. Fou actiu en el moviment “Ciència, Tecnologia i Societat” (STS en anglès) i transmeté els seus coneixements en llibres de ciència per estudis secundaris.
Fou degà de la Facultat d'Arts i Ciències Socials entre 1996 i 2000 i ajudà a establir l'Estudi de Coneixement Virtual KNAW-Maastricht l'any 2007. Fou el President de la Societat pels Estudis Socials de Ciència i ocupa diversos càrrecs a la Societat per a la Història de la Tecnologia.
Bijker estudià la llum fluorescent, la bicicleta, la baquelita, el teler Sulzer o el transistor per preguntar qüestions sobre el desenvolupament de la tecnologia. L'any 1983 formulà amb Trevor Pinch el model SCOT (sigles angleses de “Construcció social de la tecnologia”). Amb altres sociòlegs de la ciència i historiadors de la tecnologia publicà l'any 1987 el volum The Social Construction of Technological Systems que seria considerat el començament de la “Nova Sociologia de la Tecnologia”.
Com a conseqüència dels esdeveniments dels atemptats de l'11 de setembre de 2001 ha contribuït en la recerca per a noves maneres d'involucrar la ciència i la tecnologia en qüestions de seguretat, risc i vulnerabilitat i també ha treballat en recerca per països en vies de desenvolupament.
L'any 2006 rebé juntament amb la Societat pels Estudis de la Ciència i Thomson Scientific el premi John Desmond Bernal, per la seva contribució en el camp dels Estudis en Ciència i Tecnologia. L'any 2012 rebé la medalla Leonardo da Vinci de la Societat per la Història i la Tecnologia (SHOT en anglès), un premi atorgat a “aquella persona que ha fet una contribució exemplar a la història de la ciència de la tecnologia per mitjà de la seva recerca, l'ensenyament, publicacions i altres activitats”.

## Publicacions
- (anglès) Bijker, Wiebe E.; Thomas, Hughes, Thomas P; Pinch, Trevor (1987). The social construction of technological systems: new directions in the sociology and history of technology. Cambridge, Massachusetts: MIT Press. ISBN 9780262022620.
- (anglès) Bijker, Wiebe E.; Law, John (1992). Shaping technology/building society: studies in sociotechnical change. Cambridge, Massachusetts: MIT Press. ISBN 9780262521949.
- (anglès) Bijker, Wiebe E. (1995). Of bicycles, bakelites, and bulbs: toward a theory of sociotechnical change. Cambridge, Massachusetts: MIT Press.

ISBN 9780262023764.
- (anglès) Bijker, Wiebe E.; van Lieshout, Marc; Egyedi, Tineke M. (2001). Social learning technologies: the introduction of multimedia in education. Aldershot, England Burlington, Vermont: Ashgate. ISBN 9780754614098.
- (anglès) Bijker, Wiebe E.; Bal, Roland; Hendriks, Ruud (2009). The paradox of scientific authority: the role of scientific advice in democracies. Cambridge, Massachusetts: MIT Press. ISBN 9780262258609.
- (anglès) Bijker, Wiebe E.; Hommels, Anique; Mesman, Jessica (2014). Vulnerability in technological cultures: new directions in research and governance. Cambridge, Massachusetts: MIT Press. ISBN 9780262525800.

Pinch, Trevor i Bijker, Wiebe (1987). “La construcción social de hechos y artefactos: o acerca de cómo la sociología de la ciencia y la tecnología pueden beneficiarse mutuamente”. A: Tomás, Hernán y Alfonso Buch (coords.) (2008). Actos, actores y artefactos. Sociología de la tecnologia. Buenos Aires: unq.edu.ar.